# Lê Trung Tông (Hậu Lê)
Lê Trung Tông (chữ Hán: 黎中宗 1535 - 24 tháng 1 năm 1556) là vị Hoàng đế thứ hai của nhà Lê trung hưng và là thứ 13 của nhà Hậu Lê, ở ngôi từ năm 1548 đến năm 1556, tổng cộng được 8 năm.

## Thân thế
Ông là con trai trưởng của Lê Trang Tông, vị vua thứ 12 của triều Hậu Lê, vua đầu của nhà Lê trung hưng, mẹ là Trinh Thục Hoàng thái hậu Trịnh Thị Ngọc Cửu - cháu 4 đời của Thượng đẳng Phúc thần Đại vương Trịnh Khắc Phục, quê làng Thủy Chú (nay là xã Xuân Thắng, huyện Thọ Xuân, tỉnh Thanh Hóa) - theo gia phả Hán văn của họ Trịnh (Thủy Chú).

## Làm vua
Năm 1548, ngày 29 tháng 1, Trang Tông mất, Thái tử Huyên lập tức kế vị, lấy niên hiệu Thuận Bình (顺平). Ông lên ngôi khi đã 13 tuổi, và mọi việc do Thái sư Lượng quốc công Trịnh Kiểm đứng ra giúp đỡ. Dưới thời Trung Tông Hoàng đế, vùng kiểm soát của nhà Lê tiếp tục được mở rộng, tiếng vang lan ra đến Thăng Long.
Năm 1551, tướng nhà Mạc là Lê Bá Ly cùng thông gia Nguyễn Thiến đem gia quyến và 14.000 quân chạy vào Thanh Hóa theo nhà Lê trung hưng.
Năm 1554, Trịnh Kiểm điều quân đánh Thuận Hóa. Quân Mạc bị đánh tan, nhà Lê lấy lại được cả Thuận Hóa và Quảng Nam. Từ đó, lãnh thổ Đại Việt chính thức chia làm 2 phần: từ Ninh Bình trở ra trong tay nhà Mạc gọi là Bắc triều (北朝), từ Thanh Hóa trở vào Nam gọi là Nam triều (南朝).
Trung Tông tiếp tục chọn thủ phủ tại Vạn Lại thuộc huyện Thụy Nguyên, phủ Thiệu Hóa, tỉnh Thanh Hoa (nay là xã Xuân Châu, huyện Thọ Xuân, tỉnh Thanh Hóa) để lập hành điện.
Thời Lê trung hưng, khoa thi Chế đầu tiên được tổ chức vào năm 1554 tại hành cung Vạn Lại (Thanh Hóa). Trên văn bia đặt tại Văn Miếu - Quốc Tử Giám còn ghi về khoa thi này như sau:
"Bấy giờ, những dũng tướng nanh vuốt xông pha ở nơi tên đạn thì nhiều mà mưu thần tâm phúc giúp vận trù ở nơi màn trướng thì ít. Bèn vào năm Giáp Dần, niên hiệu Thuận Bình thứ sáu bắt đầu đặt Chế khoa, đích thân Hoàng đế ra đề thi văn sách hỏi về đạo trị nước xưa nay. Chế khoa năm đó lấy đỗ 13 tiến sĩ chia làm hai giáp: Đệ nhất giáp Chế khoa xuất thân (gồm 5 vị) và Đệ nhị giáp đồng Chế khoa xuất thân (8 vị)".
Từ đó, hào kiệt, danh sĩ tứ phương tìm về theo nhà Lê ngày càng đông, các sĩ tử cũng tìm về Vạn Lại. Dưới sự trị vì của Trung Tông, một Nam triều có đầy đủ quan văn, quan võ được thiết lập, nhiều sắc phong và lệnh chỉ đã được ban ra.
Ngày 24 tháng 1 năm Bính Thìn (1556), Trung Tông băng hà tại hành cung Vạn Lại, hưởng dương 22 tuổi. Ông được an táng tại Diên lăng (延陵), miếu hiệu là Trung Tông (中宗), thụy là Vũ Hoàng đế.
Vì Trung Tông không có con nối ngôi, Trịnh Kiểm đã sai người tìm cháu họ Lê để lập lên ngôi. Sau nhiều ngày, triều đình tìm được cháu của Lê Trừ, anh thứ hai của Thái Tổ Lê Lợi là Lê Duy Bang hiện khi đó đang ở hương Bố Vệ, huyện Đông Sơn, lập lên ngôi, tức là Lê Anh Tông. Từ đây các Hoàng đế nhà Lê không còn là chính mạch của Thái Tổ Cao Hoàng đế Lê Lợi. (Dòng dõi của Lê Thái Tổ tuy vẫn còn nhưng không được đưa lên làm Hoàng đế nữa.)

## Gia quyến
Phối ngẫu: Nguyễn thị (con gái Nguyễn Kim).